# Wilhelm Jacoby
Georg Gustav Wilhelm Jacoby (* 8. März 1855 in Mainz; † 20. Februar 1925 in Wiesbaden) war ein deutscher Lustspielautor.

## Leben
Jacoby wurde am 8. März 1855 als Sohn des Institutsvorstehers und späteren Verlegers F. A. Jacoby in Mainz geboren. Er arbeitete zuerst im Buchhandel, begann eine Buchhändlerlehre, die er abbrach, und wurde dann Redakteur des Niederschlesischen Anzeigers in Glogau.
1878 kehrt er nach Mainz zurück und übernahm die Redaktion des Mainzer Tagblatts. In Mainz war Jacoby als Karnevalist tätig, war Mitglied des Mainzer Carneval-Vereins und von 1884 bis 1889 auch dessen Präsident Im MCV lernte er Carl Laufs kennen. Gemeinsam verfassten sie in den Folgejahren eine Reihe karnevalistischer Texte und Stücke. Aus dieser Zusammenarbeit entstand auch Jacobys bekanntestes Stück, Pension Schöller, das 1890 in Berlin uraufgeführt wurde. Darüber hinaus verfasste er zahlreiche Schwänke, Possen und Operntexte.
1892 erbte Jacoby die väterliche Buchhandlung in Wiesbaden und ließ sich dort als freier Schriftsteller nieder.
Seine letzte Ruhestätte fand er auf dem Südfriedhof in Wiesbaden. Sein Sohn, Georg Jacoby, war ein bekannter Autor und Regisseur. Alle drei Filmfassungen von Pension Schöller (1930/1952/1960) wurden von ihm inszeniert.

## Werke (Auswahl)
- 1882: Frauenlob, Operndichtung in vier Acten, Musik: Robert Schwalm, C.G. Kunge, Wiesbaden OCLC 162581216[Digitalisat 1]
- 1882: Die Kaiserstochter, Operndichtung in 3 Acten, Prickarts, Mainz OCLC 179896369

- 1883: Die Fürstin von Athen
- 1890: Pension Schöller (zusammen mit Carl Laufs)
- 1895: Der Dukatenprinz
- 1913: Die beiden Husaren. Operette (zusammen mit Rudolf Schanzer). Musik: Leon Jessel. UA 6. Februar 1913 Berlin (Theater des Westens)

## Digitalisate
1. ↑  Frauenlob als Digitalisat beim Münchener Digitalisierungszentrum der Bayerischen Staatsbibliothek

| Personendaten    | Personendaten                              |
| ---------------- | ------------------------------------------ |
| NAME             | Jacoby, Wilhelm                            |
| ALTERNATIVNAMEN  | Jacoby, Georg Gustav Wilhelm (Geburtsname) |
| KURZBESCHREIBUNG | deutscher Lustspielautor                   |
| GEBURTSDATUM     | 8. März 1855                               |
| GEBURTSORT       | Mainz                                      |
| STERBEDATUM      | 20. Februar 1925                           |
| STERBEORT        | Wiesbaden                                  |